# Indio Naborí
Jesús Orta Ruiz (30 de septiembre de 1922, San Miguel del Padrón, provincia de La Habana, Cuba-La Habana, 30 de diciembre de 2005), también conocido como "El Indio Naborí", fue un destacado poeta y decimista cubano, que alcanzó una gran popularidad en su tierra natal.

## Biografía
Jesús Orta Ruiz nació el 30 de septiembre de 1922, en San Miguel del Padrón, en la provincia de La Habana. Nació y se crio en los campos de Cuba, hijo de una familia campesina conservadora de origen español, llevada a la isla por sus bisabuelos (originarios de las Islas Canarias). De ahí que el punto de partida de su vocación poética, manifestada tempranamente, no podía ser otro que la décima, folklorizada en el canto de los labradores cubanos. Ya en su adolescencia comenzó a obtener una popularidad que acabó siendo legendaria y que lo identifica más con el seudónimo de Indio Naborí, sobrenombre que recuerda al aborigen que laboraba la tierra en oposición a los cantores populares que en aquella época se llamaban a sí mismos "caciques".
Pero no conforme con ese don dado por la naturaleza y la ecología social en que nació y creció, se desarrolló en él la obsesiva pasión por la lectura de la poesía y los ensayos y técnicas de la misma, actividad que lo llevó al enriquecimiento de la décima, convertida ya en un signo de la identidad nacional cubana. La crítica literaria no demoró en reconocerle el mérito de haber logrado la fusión de lo popular y lo culto, situándolo en el neopopularismo de la Generación del 27.
El poeta, de tan humilde origen, no tardó en ensanchar el horizonte de su poesía con el ejercicio de las más variadas formas clásicas e incluso el versolibrismo, porque, como ha dicho Martí, cada emoción trae su métrica. Su poesía tiene tres vertientes: campesina, social y autobiográfica, la cual ha sido objeto de autorizados reconocimientos.
Su prosa, también reconocida y laureada, abarca diversos temas como prólogos, ensayos, estudios de tradiciones, folklore, literatura y una extensa obra periodística.
Figura en la mayoría de las antologías cubanas del siglo XX. Viajó por distintos países de Europa, Asia, África y América. Sus poemas han sido traducidos al inglés, francés, italiano, ruso, checo, chino y yugoslavo.

## Reconocimientos
- Premio Nacional de Literatura, 1995. En el acta de entrega de dicho premio, el jurado, integrado por los escritores Gustavo Eguren, Waldo Leyva, Virgilio López Lemus, Rafael Acosta y Ángel Augier como presidente, hizo constar lo siguiente:

En el coro de la mejor poesía cubana contemporánea, la voz de Naborí se destaca de manera excepcional, por sus singulares características. Su obra tiene raíces en la hermosa tradición artística popular de la música guajira, que utiliza como canción folclórica la forma estrófica de la décima. La crítica reconoce como hazaña artística literaria de Naborí, el haber elevado ese género popular a la más alta categoría estética, al aportarle a la décima un lenguaje culto y expresivo, con las ganancias tropológicas y otras conquistas de la poesía moderna. Desde sus raíces cubanas, el poeta ha dejado fluir su verso por todos los registros posibles de formas estróficas sin olvidar las clásicas, en las cuales también es maestro. Su poesía expresa con gracia inconfundible y perdurable resonancia, los más puros acentos de la sensibilidad humana y las más sagradas aspiraciones alentadas históricamente por el espíritu nacional de su pueblo.

Ha merecido además otros importantes premios y reconocimientos:
- Distinción por la Cultura Nacional, 1981
- Medalla "Alejo Carpentier", 1982
- Machete de Máximo Gómez, 1986
- Orden "Félix Varela", 1991
- Réplica de la pluma del Cucalambé, 1991
- Reconocimiento Especial "Juan Gualberto Gómez", 1995 (otorgado por la Unión de Periodistas de Cuba)
- Premio de la Crítica Literaria, 1996
- Orden 17 de Mayo
- Placa Conmemorativa "260 Aniversario de la Universidad de La Habana", 1996
- Placa Conmemorativa de la Institución Cultural Giner de los Ríos (Ronda)
- El Árbol de Olivo de Jaén, 1997
- Título Honorífico "Héroe del Trabajo de la República de Cuba", 1998 (otorgado por el Consejo de Estado)
- Premio Nacional de Cultura Comunitaria, 1999
- Medalla "450 Aniversario de Cervantes", 1999 (Alcalá de Henares)
- La Giraldilla de La Habana, 1999

## Publicaciones

### Música
- "El Indio Naborí y su grupo Guajiro de Guitarras" (Panart LP-2052) [hacia 1958].

### Poesía
- "Estampas y Elegías", Imprenta Tosco, La Habana, 1955.
- "Boda Profunda", Ediciones de la Organización de Bibliotecas Ambulantes y Populares, Cuadernos Isla, La Habana, 1957.
- "Entre, y perdone usted", 1a edición., Ediciones Unión, UNEAC, La Habana, 1973 (2a edición aumentada, 1983).
- "Al Son de la Historia". Poemas patrióticos y políticos, Editorial Letras Cubanas, La Habana, 1986.
- "Entre el reloj y los espejos", Editorial Letras Cubanas, La Habana, 1989.
- "Viajera Peninsular", Editorial Letras Cubanas, La Habana, 1990.
- "Con tus ojos míos", Ediciones Unión, La Habana, 1995.
- "Desde un mirador profundo", Ediciones, La Habana, 1997.
- "Décimas para la historia", Imprenta Pelayo, Las Palmas de Gran Canaria, 1997.
- "Biopoemas", Diputación de Huelva, 1998.
- "La medida de un suspiro", Las Palmas de Gran Canaria, 1999.
- "Esto tiene un nombre", Editora Política, La Habana, 1999.
- "Eros en tres tiempos", Editorial Trabe, Oviedo, 2000.

### Antologías en que figura
- Poesía cubana 1959-1966, dos tomos (español-inglés, español-francés), Instituto Cubano del Libro, Editorial Arte y Literatura, La Habana, 1967.
- Poesía social cubana. Pról. de Mirta Aguirre. Editorial Letras Cubana, La Habana, 1980.
- Moscú-Habana. Habana-Moscú, Ediciones Progreso, 1977.
- Poesía cubana, Editorial Progreso, Moscú.
- Alberti, Aitana: Poesía Cubana. Con un mismo fuego, Litoral, Ediciones Unesco, Andalucía, España, 1997.
- López Lemus, Virgilio: Doscientos años de poesía cubana, Casa Editora abril de 1999.
- López, César: Arpa de troncos vivos, De Cuba a Federico, Editorial Letras Cubanas, La Habana, 1999.

### Prosa
- Poesías completas de Juan Cristóbal Nápoles Fajardo, compilación, prólogo y notas, Biblioteca Básica de Literatura cubana, La Habana, 1974.
- Poesía Gauchesca, compilación, prólogo y notas, Edición Casa de las Américas, La Habana, 1974.
- Poesía criollista y siboneísta, compilación, prólogo y notas, Editorial Arte y Literatura, La Habana, 1976.
- Décima y folclore, Editorial Unión, La Habana, 1980.
- Pensamiento martiano y otros fulgores, Editorial Unión, La Habana, 1984.
- Jardín de las espinelas, antología de las mejores décimas hispanoamericanas de los siglos XIX y XX, compilación, notas y prólogo, Andalucía, 1990.
- "La décima en Hispanoamérica", Letras Cubanas, pp 263-267, No. 19.